# 4117 Wilke
4117 Wilke (1982 SU3) là một tiểu hành tinh vành đai chính được phát hiện ngày 24 tháng 9 năm 1982 bởi Freimut Börngen ở Tautenburg.